# África do Sul nos Jogos Olímpicos de Verão de 2008
A África do Sul competiu nos Jogos Olímpicos de Verão de 2008, em Pequim, na China.

## Medalhas
| Atleta         | Esporte   | Evento                       | Medalha |
| -------------- | --------- | ---------------------------- | ------- |
| Khotso Mokoena | Atletismo | Salto em distância masculino | Prata   |

## Desempenho

### Atletismo
Provas de pista
| Atleta                                                          | Prova                           | Ronda 1      | Ronda 2     | Semifinais  | Final       | Final       |
| Atleta                                                          | Prova                           | Ronda 1      | Ronda 2     | Semifinais  | Tempo       | Pos.        |
| --------------------------------------------------------------- | ------------------------------- | ------------ | ----------- | ----------- | ----------- | ----------- |
| Thuso Mpuang                                                    | 200 m masculino                 | 20.87 q      | 21.04       | Não avançou | Não avançou | Não avançou |
| Isabel Le Roux                                                  | 200 m feminino                  | 23.67        | Não avançou | Não avançou | Não avançou | Não avançou |
| Tsholofelo Thipe                                                | 400 m feminino                  | 54.11        |             | Não avançou | Não avançou | Não avançou |
| Mbulaeni Mulaudzi                                               | 800 m masculino                 | 1:47.64 Q    |             | 1:46.24     | Não avançou | Não avançou |
| Samson Ngoepe                                                   | 800m masculino                  | 1:47.42      |             | Não avançou | Não avançou | Não avançou |
| Juan van Deventer                                               | 1500 m masculino                | 3:36.32 Q    |             | 3:37.75 q   | 3:34.77     | 6º          |
| René Kalmer                                                     | 1500 m feminino                 | 4:08.41      |             | Não avançou | Não avançou | Não avançou |
| Pieter de Villiers                                              | 400 m com barreiras masculino   | 49.24 Q      |             | 49.44       | Não avançou | Não avançou |
| Alwyn Myburgh                                                   | 400 m com barreiras masculino   | 48.92 Q      |             | 49.16       | Não avançou | Não avançou |
| Louis Jacob van Zyl                                             | 400 m com barreiras masculino   | 48.86 Q      |             | 48.57 Q     | 48.42       | 5º          |
| Ruben Ramolefi                                                  | 3000 m com obstáculos masculino | 8:19.86 Q    |             |             | 8:34.58     | 14º         |
| Hannes Dreyer Leigh Julius Ishmael Kumbane Thuso Mpuang         | Revezamento 4x100 m masculino   | Não terminou | Não avançou | Não avançou | Não avançou | Não avançou |
| Pieter Smith Ofentse Mogawane Alwyn Myburgh Louis Jacob van Zyl | Revezamento 4x400 m masculino   | 3:01.26      | Não avançou | Não avançou | Não avançou | Não avançou |

Provas de estrada
| Atleta           | Prova              | Tempo   | Pos. |
| ---------------- | ------------------ | ------- | ---- |
| Hendrick Ramaala | Maratona masculina | 2:22:43 | 44º  |
| Norman Dlomo     | Maratona masculina | 2:24:28 | 53º  |

Provas de campo
| Atleta                 | Prova                         | Eliminatórias | Eliminatórias | Final       | Final            |
| Atleta                 | Prova                         | Resultado     | Pos.          | Resultado   | Pos.             |
| ---------------------- | ----------------------------- | ------------- | ------------- | ----------- | ---------------- |
| Khotso Mokoena         | Salto em distância masculino  | 8.14 q        | 4º            | 8.24        | Medalha de prata |
| John Robert Oosthuizen | Lançamento de dardo masculino | 76.16         | 19º           | Não avançou | Não avançou      |
| Justine Robbeson       | Lançamento de dardo feminino  | 59.63         | 13º           | Não avançou | Não avançou      |
| Sunette Viljoen        | Lançamento de dardo feminino  | 55.58         | 33º           | Não avançou | Não avançou      |
| Elizna Naudé           | Arremesso de disco feminino   | 58.75         | 20º           | Não avançou | Não avançou      |

### Boxe
A África do Sul qualificou um boxeador para o torneio olímpico de boxe. Jackson Chauke obteve uma vaga na categoria peso mosca no segundo torneio qualificatório africano.
| Atleta         | Prova      | Ronda dos 32           | Ronda dos 16           | Quartos-finais         | Semifinais             | Final                  |
| Atleta         | Prova      | Adversário e resultado | Adversário e resultado | Adversário e resultado | Adversário e resultado | Adversário e resultado |
| -------------- | ---------- | ---------------------- | ---------------------- | ---------------------- | ---------------------- | ---------------------- |
| Jackson Chauke | Peso mosca | TJK A. Yunusov D 1-9   | Não avançou            | Não avançou            | Não avançou            | Não avançou            |

### Canoagem de velocidade
Masculino
| Atleta           | Prova      | Eliminatórias | Eliminatórias | Semifinais | Semifinais | Final       | Final       |
| Atleta           | Prova      | Tempo         | Pos.          | Tempo      | Pos.       | Tempo       | Pos.        |
| ---------------- | ---------- | ------------- | ------------- | ---------- | ---------- | ----------- | ----------- |
| Calvin Mokoto    | C-1 500 m  | 2:03.372      | 7 QS          | 2:12.226   | 9          | Não avançou | Não avançou |
| Calvin Mokoto    | C-1 1000 m | 4:33.887      | 7 QS          | 4:26.650   | 7          | Não avançou | Não avançou |
| Shaun Rubenstein | K-1 500 m  | 1:37.686      | 5 QS          | 1:44.154   | 4          | Não avançou | Não avançou |
| Shaun Rubenstein | K-1 1000 m | 3:36.134      | 5 QS          | 3:36.969   | 4          | Não avançou | Não avançou |

QS= Qualificado para a semifinal
Feminino
| Atleta                                                | Prova     | Eliminatórias | Eliminatórias | Semifinais | Semifinais | Final       | Final       |
| Atleta                                                | Prova     | Tempo         | Pos.          | Tempo      | Pos.       | Tempo       | Pos.        |
| ----------------------------------------------------- | --------- | ------------- | ------------- | ---------- | ---------- | ----------- | ----------- |
| Jennifer Hodson                                       | K-1 500 m | 1:51.655      | 3 QS          | 1:53.209   | 3 QF       | 1:53.353    | 8º          |
| Michele Eray Bridgitte Hartley                        | K-2 500 m | 1:43.341      | 8 QS          | 1:47.018   | 8          | Não avançou | Não avançou |
| Michele Eray Jennifer Hodson Carol Joyce Nicola Mocke | K-4 500 m | 1:37.399      | 3 QF          |            |            | 1:36.724    | 7º          |

QS= Qualificado para a semifinal QF= Qualificado para a final

### Canoagem slalom
| Atleta                          | Prova | Eliminatórias | Eliminatórias | Eliminatórias | Eliminatórias | Eliminatórias | Eliminatórias | Semifinal   | Semifinal   | Final       | Final       |
| Atleta                          | Prova | Desc. 1       | Desc. 2       | Total         | Pos.          | Tempo         | Pos.          | Tempo       | Pos.        | Tempo       | Pos.        |
| ------------------------------- | ----- | ------------- | ------------- | ------------- | ------------- | ------------- | ------------- | ----------- | ----------- | ----------- | ----------- |
| Siboniso Cele                   | C-1   | 162.51        | 100.42        | 262.93        | 16            | Não avançou   | Não avançou   | Não avançou | Não avançou | Não avançou | Não avançou |
| Cameron McIntosh Cyprian Nigidi | C-2   | 119.83        | 157.37        | 277.20        | 12            | Não avançou   | Não avançou   | Não avançou | Não avançou | Não avançou | Não avançou |

### Ciclismo BMX
Masculino
| Atleta        | Prova      | Eliminatórias | Eliminatórias | Quartos-finais | Quartos-finais | Semifinais | Semifinais | Final        | Final |
| Atleta        | Prova      | Tempo         | Pos.          | Tempo          | Pos.           | Tempo      | Pos.       | Tempo        | Pos.  |
| ------------- | ---------- | ------------- | ------------- | -------------- | -------------- | ---------- | ---------- | ------------ | ----- |
| Sifiso Nhlapo | Individual | 36.428        | 13º           | 6              | 1              | 8          | 2º         | Não terminou | 7º    |

### Ciclismo Mountain Bike
| Atleta         | Prova                   | Tempo         | Pos.          |
| -------------- | ----------------------- | ------------- | ------------- |
| Burry Stander  | Cross-country masculino | 2:01:58       | 15            |
| Yolande Speedy | Cross-country feminino  | Não completou | Não completou |

### Ciclismo de estrada
Masculino
| Atleta            | Prova              | Tempo            | Pos.        |
| ----------------- | ------------------ | ---------------- | ----------- |
| John-Lee Augustyn | Corrida em estrada | 6:26:17 (+2:28)  | 26º         |
| David George      | Corrida em estrada | 6:39:42 (+15:53) | 79º         |
| David George      | Contra o relógio   | 1:07:55 (+5:44)  | 30º         |
| Robert Hunter     | Corrida em estrada | Não avançou      | Não avançou |

Feminino
| Atleta                | Prova              | Tempo            | Pos. |
| --------------------- | ------------------ | ---------------- | ---- |
| Cherise Taylor        | Corrida em estrada | 3:48:33 (+16:05) | 59º  |
| Marissa van der Merwe | Corrida em estrada | 3:33:17 (+0:53)  | 34º  |

### Esgrima
Masculino
| Atleta                                | Prova              | Ronda dos 64           | Ronda dos 32           | Ronda dos 16           | Quartos-finais         | Semifinais             | Final                  |
| Atleta                                | Prova              | Adversário e resultado | Adversário e resultado | Adversário e resultado | Adversário e resultado | Adversário e resultado | Adversário e resultado |
| ------------------------------------- | ------------------ | ---------------------- | ---------------------- | ---------------------- | ---------------------- | ---------------------- | ---------------------- |
| Sello Maduma                          | Espada individual  | KOR Kim S-G D 12-15    | Não avançou            | Não avançou            | Não avançou            | Não avançou            | Não avançou            |
| Dario Torrente                        | Espada individual  | POR J. Videira D 10-15 | Não avançou            | Não avançou            | Não avançou            | Não avançou            | Não avançou            |
| Mike Wood                             | Espada individual  | UKR B. Nikishyn D 7-15 | Não avançou            | Não avançou            | Não avançou            | Não avançou            | Não avançou            |
| Sello Maduma Dario Torrente Mike Wood | Espada por equipes |                        |                        | CHN China D 28-45      | Não avançou            | Não avançou            | Não avançou            |

Feminino
| Atleta                                                 | Prova             | Ronda dos 64           | Ronda dos 32           | Ronda dos 16           | Quartos-finais                                   | Semifinais             | Final                  |
| Atleta                                                 | Prova             | Adversário e resultado | Adversário e resultado | Adversário e resultado | Adversário e resultado                           | Adversário e resultado | Adversário e resultado |
| ------------------------------------------------------ | ----------------- | ---------------------- | ---------------------- | ---------------------- | ------------------------------------------------ | ---------------------- | ---------------------- |
| Jyoti Chetty                                           | Sabre individual  | TUN A. Besbes D 2-15   | Não avançou            | Não avançou            | Não avançou                                      | Não avançou            | Não avançou            |
| Adele du Plooy                                         | Sabre individual  | UKR H. Pundyk D 7-15   | Não avançou            | Não avançou            | Não avançou                                      | Não avançou            | Não avançou            |
| Elvira Wood                                            | Sabre individual  | CAN S. Sassine D 2-15  | Não avançou            | Não avançou            | Não avançou                                      | Não avançou            | Não avançou            |
| Elvira Wood Jyoti Chetty Adele du Plooy Shelley Gosher | Sabre por equipes |                        |                        |                        | USA Estados Unidos D 45 - 8 RUS Rússia D 13 - 45 | Não avançou            | Não avançou            |

### Ginástica rítmica
| Atleta         | Prova            | Qualificação | Qualificação | Qualificação | Qualificação | Qualificação | Qualificação | Final       | Final       | Final       | Final       | Final       | Final       |
| Atleta         | Prova            | Corda        | Arco         | Maças        | Fita         | Total        | Pos.         | Corda       | Arco        | Maças       | Fita        | Total       | Pos.        |
| -------------- | ---------------- | ------------ | ------------ | ------------ | ------------ | ------------ | ------------ | ----------- | ----------- | ----------- | ----------- | ----------- | ----------- |
| Odette Richard | Individual geral | 13,975       | 13,950       | 13,800       | 13,775       | 55,500       | 23º          | Não avançou | Não avançou | Não avançou | Não avançou | Não avançou | Não avançou |

### Halterofilismo
| Atleta         | Prova  | Arranque  | Arranque | Arremesso | Arremesso | Total  | Pos. |
| Atleta         | Prova  | Resultado | Pos.     | Resultado | Pos.      | Total  | Pos. |
| -------------- | ------ | --------- | -------- | --------- | --------- | ------ | ---- |
| Darryn Anthony | -77 kg | 135 kg    | 24       | 160 kg    | 22        | 295 kg | 22   |

### Hóquei sobre a grama
Masculino
| Equipe | Fase de grupos                                                                                           | Fase de grupos | Segunda fase                         | Final                  | Pos. |
| Equipe | Adversário e resultado                                                                                   | Pos.           | Adversário e resultado               | Adversário e resultado | Pos. |
| --- | --- | -------------- | ------------------------------------ | ---------------------- | ---- |
| Andrew Cronje Ian Symons Austin Smith Bruce Jacobs Darryn Gallagher Marvin Harper Emile Smith Clyde Abrahams Paul Blake Eric Rose-Innes Marvin Bam Geoffrey Abbott Thornton McDade Christopher Hibbert Lungile Tsolekile Thomas Hammond | NED Países Baixos D 0–5 AUS Austrália D 0–10 GBR Grã-Bretanha D 0–2 PAK Paquistão D 1–3 CAN Canadá D 3–5 | 6º (gr. B)     | Disputa do 11º lugar CHN China D 3–4 | Não avançou            | 12º  |

Feminino
| Equipe | Fase de grupos                                                                                        | Fase de grupos | Segunda fase                                 | Final                  | Pos. |
| Equipe | Adversário e resultado                                                                                | Pos.           | Adversário e resultado                       | Adversário e resultado | Pos. |
| --- | --- | -------------- | -------------------------------------------- | ---------------------- | ---- |
| Mariette Rix Vuyisanani Mangisa Kate Hector Taryn Hosking Cindy Brown Marsha Marescia Shelley Russell Lisa-Marie Deetlefs Jennifer Wilson Lesle-Ann George Vida Ryan Vidette Ryan Lenise Marais Kathleen Taylor Fiona Butler Tarryn Bright | NED Países Baixos D 0–6 CHN China D 0–3 AUS Austrália D 0–3 ESP Espanha D 0–1 KOR Coreia do Sul D 2–5 | 6º (gr. A)     | Disputa do 11º lugar NZL Nova Zelândia V 4–1 | Não avançou            | 11º  |

### Judô
Masculino
| Atleta          | Prova  | Ronda dos 32                  | Ronda dos 16                 | Quartos-finais         | Semifinais             | Repescagem Ronda 1     | Repescagem quartos-finais | Repescagem semifinais  | Final                  |
| Atleta          | Prova  | Adversário e resultado        | Adversário e resultado       | Adversário e resultado | Adversário e resultado | Adversário e resultado | Adversário e resultado    | Adversário e resultado | Adversário e resultado |
| --------------- | ------ | ----------------------------- | ---------------------------- | ---------------------- | ---------------------- | ---------------------- | ------------------------- | ---------------------- | ---------------------- |
| Marlon August   | -73 kg | UAE S. Al Qubaisi V 1000-0000 | BRA L. Guilheiro D 0000-1001 | Não avançou            | Não avançou            | Não avançou            | Não avançou               | Não avançou            | Não avançou            |
| Matthew Jago    | −81 kg | POL R. Krawczyk D 0000-0120   | Não avançou                  | Não avançou            | Não avançou            | Não avançou            | Não avançou               | Não avançou            | Não avançou            |
| Patrick Tresize | −90 kg | RUS I. Pershin D 0000-1000    | Não avançou                  | Não avançou            | Não avançou            | Não avançou            | Não avançou               | Não avançou            | Não avançou            |

### Lutas
Livre Masculino
| Atleta          | Prova  | Qualificação               | 1/8 final              | Quartos-final          | Semifinais             | Repescagem ronda 1     | Repescagem ronda 2     | Final                  |
| Atleta          | Prova  | Adversário e resultado     | Adversário e resultado | Adversário e resultado | Adversário e resultado | Adversário e resultado | Adversário e resultado | Adversário e resultado |
| --------------- | ------ | -------------------------- | ---------------------- | ---------------------- | ---------------------- | ---------------------- | ---------------------- | ---------------------- |
| Heinrich Barnes | −66 kg | MGL B. Buyanjav D 1-2, 1-7 | Não avançou            | Não avançou            | Não avançou            | Não avançou            | Não avançou            | Não avançou            |

### Natação
| Atleta                                                              | Prova                                | Eliminatórias                             | Eliminatórias | Semifinal   | Semifinal   | Final                                  | Final       |
| Atleta                                                              | Prova                                | Tempo                                     | Pos.          | Tempo       | Pos.        | Tempo                                  | Pos.        |
| ------------------------------------------------------------------- | ------------------------------------ | ----------------------------------------- | ------------- | ----------- | ----------- | -------------------------------------- | ----------- |
| Gideon Louw                                                         | 50 m livre masculino                 | 22.17 Q                                   | 6º            | 21.97       | 7           | Não avançou                            | Não avançou |
| Roland Schoeman                                                     | 50 m livre masculino                 | 21.76 Q                                   | 1º            | 21.74 Q     | 3º          | 21.67                                  | 7º          |
| Lize-Mari Retief                                                    | 50 m livre feminino                  | 25.44                                     | 8º            | Não avançou | Não avançou | Não avançou                            | Não avançou |
| Lize-Mari Retief                                                    | 100 m livre feminino                 | 55.17                                     | 21º           | Não avançou | Não avançou | Não avançou                            | Não avançou |
| Lize-Mari Retief                                                    | 100 m borboleta feminino             | 58.20 Q                                   | 8º            | 58.63       | 12º         | Não avançou                            | Não avançou |
| Mandy Loots                                                         | 100 m borboleta feminino             | 58.61                                     | 18º           | Não avançou | Não avançou | Não avançou                            | Não avançou |
| Ryk Neethling                                                       | 100 m livre masculino                | 49.28                                     | 8º            | Não avançou | Não avançou | Não avançou                            | Não avançou |
| Lyndon Ferns                                                        | 100 m livre masculino                | 48.26 Q                                   | 3º            | 48.00 Q     | 4º          | 48.04                                  | 6º          |
| Lyndon Ferns                                                        | 100 m borboleta masculino            | 52.04 Q                                   | 15º           | 52.18       | 14º         | Não avançou                            | Não avançou |
| Jean Basson                                                         | 200 m livre masculino                | 1:46.31 Q                                 | 2º            | 1:46.13 Q   | 3º          | 1:45.97                                | 4º          |
| Darian Townsend                                                     | 200 m livre masculino                | 1:48.08                                   | 21º           | Não avançou | Não avançou | Não avançou                            | Não avançou |
| Darian Townsend                                                     | 200 m medley masculino               | 1:59.22 Q                                 | 10º           | 1:59.65     | 11º         | Não avançou                            | Não avançou |
| Melissa Corfe                                                       | 200 m livre feminino                 | 2:00.95                                   |               | Não avançou | Não avançou | Não avançou                            | Não avançou |
| Melissa Corfe                                                       | 200 m costas feminino                | 2:12.64                                   | 7º (E2)       | Não avançou | Não avançou | Não avançou                            | Não avançou |
| Wendy Trott                                                         | 800 m livre feminino                 | 8:26.21                                   |               | Não avançou | Não avançou | Não avançou                            | Não avançou |
| Troy Prinsloo                                                       | 1500 m livre masculino               | 8:26.21                                   |               | Não avançou | Não avançou | Não avançou                            | Não avançou |
| Gerhard Zandberg                                                    | 100 m costas masculino               | 53.75 Q                                   | 5º            | 53.98       | 11º         | Não avançou                            | Não avançou |
| George Du Rand                                                      | 100 m costas masculino               | 54.90                                     | 22º           | Não avançou | Não avançou | Não avançou                            | Não avançou |
| George Du Rand                                                      | 200 m costas masculino               | 1:58.62 Q                                 | 1º (E3)       | 1:58.61     | 8º (SF2)    | Não avançou                            | Não avançou |
| Cameron van der Burgh                                               | 100 m peito masculino                | 59.96 Q                                   | 5º            | 1:00.57     | 10º         | Não avançou                            | Não avançou |
| Suzaan van Biljon                                                   | 100 m peito feminino                 | 1:07.55 Q                                 | 5º            | 1:09.56     | 16º         | Não avançou                            | Não avançou |
| Suzaan van Biljon                                                   | 200 m peito feminino                 | 2:25.51 Q                                 | 3º (E5)       | 2:28.45     | 7º (SF2)    | Não avançou                            | Não avançou |
| William Diering                                                     | 200 m peito masculino                | 2:10.39 Q                                 | 3º (E6)       | 2:10.21     | 12º         | Não avançou                            | Não avançou |
| Neil Versfeld                                                       | 200 m peito masculino                | 2:10.50 Q                                 | 4º (E6)       | 2:10.06     | 9º          | Não avançou                            | Não avançou |
| Katherine Meaklim                                                   | 200 m borboleta feminino             | 2:09.41 Q                                 | 1º (E2)       | 2:11.74     | 8º (SF2)    | Não avançou                            | Não avançou |
| Jessica Pengelly                                                    | 200 m medley feminino                | 2:15.80                                   | 5º (E2)       | Não avançou | Não avançou | Não avançou                            | Não avançou |
| Riaan Schoeman                                                      | 400 m medley masculino               | 4:14.09                                   | 12º           | Não avançou | Não avançou | Não avançou                            | Não avançou |
| Katheryn Meaklim                                                    | 400 m medley feminino                | 4:37.11                                   | 10º           | Não avançou | Não avançou | Não avançou                            | Não avançou |
| Jessica Pengelly                                                    | 400 m medley feminino                | 4:41.04                                   | 21º           | Não avançou | Não avançou | Não avançou                            | Não avançou |
| Lyndon Ferns Roland Schoeman Ryk Neethling Darian Townsend          | Revezamento 4x100 m livre masculino  | 48.20 48.85 48.51 47.50 3:13.06 Q         | 6º            |             |             | 48.15 48.11 48.32 48.08 3:12.66        | 7º          |
| Melissa Corfe Wendy Trott Mandy Loots Katheryn Meaklim              | Revezamento 4x100 m livre feminino   | 55.93 57.83 58.31 59.07 3:51.14           | 7º (E2)       | Não avançou | Não avançou | Não avançou                            | Não avançou |
| Jean Basson Darian Townsend Jan Venter Sebastien Rousseau           | Revezamento 4x200 m livre masculino  | 1:45.99 1:46.14 1:48.32 1:50.46 7:10.91 Q | 8º            |             |             | 1:46.67 1:47.24 1:49.56 :49.55 7:13.02 | 8º          |
| Gerhard Zandberg Cameron van der Burgh Lyndon Ferns Darian Townsend | Revezamento 4x100 m medley masculino | 54.19 59.68 52.33 47.96 3:34.16 Q         | 4º (E2)       |             |             | 54.69 59.40 51.39 48.22 3:33.70        | 7º          |
| Melissa Corfe Biljon Suzaan Van Mandy Loots Lize-Mari Retief        | Revezamento 4x100 m medley feminino  | 30.57 31.70 27.28 25.56 4:04.20           | 6º (E2)       | Não avançou | Não avançou | Não avançou                            | Não avançou |
| Chad Ho                                                             | 10 km masculino                      |                                           |               |             |             | 1:52:13.1                              | 9º          |
| Natalie du Toit                                                     | 10 km feminino                       |                                           |               |             |             | 2:00:49.9                              | 16º         |

Maratona de 10 km
Natalie du Toit, vencedora de cinco medalhas de ouro nos Jogos Paraolímpicos de 2004, qualificou-se para competir, tornando-se a primeira amputada a competir em uma olimpíada.

### Remo
Masculino
| Atletas                         | Prova              | Eliminatórias | Eliminatórias | Repescagen | Repescagen | Semifinais | Semifinais | Final   | Final |
| Atletas                         | Prova              | Tempo         | Pos.          | Tempo      | Pos.       | Tempo      | Pos.       | Tempo   | Pos.  |
| ------------------------------- | ------------------ | ------------- | ------------- | ---------- | ---------- | ---------- | ---------- | ------- | ----- |
| Shaun Keeling Ramon di Clemente | Dois sem masculino | 6:45.26       | 3 Q           |            |            | 6:37.18    | 3 Q        | 6:47.83 | 5º    |

Feminino
| Atletas                        | Prova                     | Eliminatórias | Eliminatórias | Repescagen | Repescagen | Semifinais | Semifinais | Final   | Final     |
| Atletas                        | Prova                     | Tempo         | Pos.          | Tempo      | Pos.       | Tempo      | Pos.       | Tempo   | Pos.      |
| ------------------------------ | ------------------------- | ------------- | ------------- | ---------- | ---------- | ---------- | ---------- | ------- | --------- |
| Hendrika Geyser                | Skiff simples feminino    | 8:20.26       | 4             | 7:44.14    | 4          | 7:59.67    | C/D 1      | 7:35.06 | C 1 (13º) |
| Catherine Shaw Alexandra White | Skiff duplo leve feminino | 7:20.51       | 6             | 7:48.04    | 4          |            |            | 7:20.49 | C 2 (14º) |

### Saltos ornamentais
Feminino
| Atleta       | Prova                    | Fase preliminar | Fase preliminar | Semifinal   | Semifinal   | Semifinal    | Semifinal   | Final       | Final       | Final        | Final       |
| Atleta       | Prova                    | Pontos          | Pos.            | Pontos      | Pos.        | Total Pontos | Pos.        | Pontos      | Pos.        | Total Pontos | Pos.        |
| ------------ | ------------------------ | --------------- | --------------- | ----------- | ----------- | ------------ | ----------- | ----------- | ----------- | ------------ | ----------- |
| Jenna Dreyer | Trampolim 3 m individual | 210.90          | 28              | Não avançou | Não avançou | Não avançou  | Não avançou | Não avançou | Não avançou | Não avançou  | Não avançou |

### Tênis
Masculino
| Atleta                      | Prova   | Ronda dos 64            | Ronda dos 32                           | Ronda dos 16           | Quartos-finais         | Semifinais             | Final                  | Final       |
| Atleta                      | Prova   | Adversário e resultado  | Adversário e resultado                 | Adversário e resultado | Adversário e resultado | Adversário e resultado | Adversário e resultado | Pos.        |
| --------------------------- | ------- | ----------------------- | -------------------------------------- | ---------------------- | ---------------------- | ---------------------- | ---------------------- | ----------- |
| Kevin Anderson              | Simples | TOG K. Loglo V 6-3, 6-2 | GER N. Kiefer D 4-6 7-6 4-6            | Não avançou            | Não avançou            | Não avançou            | Não avançou            | Não avançou |
| Kevin Anderson Jeff Coetzee | Duplas  |                         | ESP N. Almagro/D. Ferrer D 6-3 3-6 4-6 | Não avançou            | Não avançou            | Não avançou            | Não avançou            | Não avançou |

### Tiro
Feminino
| Atleta            | Prova                  | Qualificação | Qualificação | Final       | Final       | Pos. |
| Atleta            | Prova                  | Pontos       | Pos.         | Pontos      | Total       | Pos. |
| ----------------- | ---------------------- | ------------ | ------------ | ----------- | ----------- | ---- |
| Esmari Van Reenen | Carabina três posições | 578          | 16           | Não avançou | Não avançou | 16   |
| Diane Swanton     | Fossa olímpica         | 57           | 17           | Não avançou | Não avançou | 17   |

### Tiro com arco
A África do Sul enviou arqueiros às Olimpíadas pela quinta vez, buscando sua a primeira medalha do país no esporte. Calvin Hartley  conquistou a única vaga do país, na competição masculina, por ter sido primeiro colocado no campeonato africano de 2008.
| Atleta         | Prova                | Ronda  | Ronda | Ronda dos 64                            | Ronda dos 32           | Oitavos-finais         | Quartos-finais         | Semifinais             | Final                  | Final       |
| Atleta         | Prova                | Pontos | Chave | Adversário e resultado                  | Adversário e resultado | Adversário e resultado | Adversário e resultado | Adversário e resultado | Adversário e resultado | Pos.        |
| -------------- | -------------------- | ------ | ----- | --------------------------------------- | ---------------------- | ---------------------- | ---------------------- | ---------------------- | ---------------------- | ----------- |
| Calvin Hartley | Individual masculino | 654    | 37    | CUB J. Stevens (28) D 107(+18)-107(+19) | Não avançou            | Não avançou            | Não avançou            | Não avançou            | Não avançou            | Não avançou |

### Triatlo
Feminino
| Atleta       | Prova      | Natação | Ciclismo | Corrida | Total      | Pos. |
| ------------ | ---------- | ------- | -------- | ------- | ---------- | ---- |
| Mari Rabie   | Individual | 19:54   | 1:06:30  | 42:01   | 2:09:28.02 | 43º  |
| Kate Roberts | Individual | 19:58   | 1:06:26  | 38:02   | 2:05:33.24 | 32º  |

### Vela
| Atleta                                 | Prova   | Regata | Regata | Regata | Regata | Regata | Regata | Regata | Regata | Regata | Regata | Regata | Pts | Pos. |
| Atleta                                 | Prova   | 1      | 2      | 3      | 4      | 5      | 6      | 7      | 8      | 9      | 10     | 11     | Pts | Pos. |
| -------------------------------------- | ------- | ------ | ------ | ------ | ------ | ------ | ------ | ------ | ------ | ------ | ------ | ------ | --- | ---- |
| Penny Lynn Dominique Provoyeur Kim Rew | Yngling | 13     | 10     | 11     | 2      | 12     | 8      | 13     | 7      | CAN    | CAN    |        | 63  | 12º  |

### Voleibol de praia
Feminino
| Atleta                      | Fase de grupos | Fase de grupos | Ronda dos 16           | Quartos-finais         | Semifinais             | Final                  |
| Atleta                      | Adversário e resultado | Pos.           | Adversário e resultado | Adversário e resultado | Adversário e resultado | Adversário e resultado |
| --------------------------- | --- | -------------- | ---------------------- | ---------------------- | ---------------------- | ---------------------- |
| Judith Augoustides Vita Nel | GER Goller/Ludwig D 2-0 (12-21, 14-21) GRE Koutroumanidou/Tsiartsiani D 2-0 (12-21, 8-21) CHN Xue/Zhang Xi D 2-0 (13-21, 9-21) | 4º (gr. D)     | Não avançou            | Não avançou            | Não avançou            | Não avançou            |

### Remo
| S | Classificado(a) para as semifinais |    |                        | FA | Final A (disputa de medalhas) |  |  | FD | Final D (sem medalhas) |
| Q | Classificado(a) para as quartas    | FB | Final B (sem medalhas) | FE | Final E (sem medalhas)        |  |  |    |                        |
| R | Classificado(a) para a repescagem  | FC | Final C (sem medalhas) | FF | Final F (sem medalhas)        |  |  |    |                        |

### Vela
| M   | Regata da Medalha da qual só participam os dez primeiros colocados das regatas anteriores  |  |  | CAN | Regata cancelada |
| BFD | Desclassificado por bandeira preta (Black Flag Disqualified)                               |  |  |     |                  |
| UFD | Desclassificado por bandeira "U" (U Flag Disqualified)                                     |  |  |     |                  |
| OCS | Largada queimada (On the Course Side of the starting line)                                 |  |  |     |                  |
| DNE | Desclassificação sem eliminação (infração a um item do regulamento da prova – Did Not End) |  |  |     |                  |